# Kroatien ved vinter-OL 2014
Kroatien deltager ved Vinter-OL 2014 i Sochi, som bliver arrangeret i perioden 7. februar til 23. februar 2014.

## Medaljer
| 2014 Sochi | Guld | Sølv | Bronze | Total |
| Kroatien   | 0    | 0    | 0      | 0     |